# 柔板 (电影)
《柔板》（義大利語：Adagio）是2023年上映的意大利犯罪片，由斯特法諾·索利瑪导演、编剧，皮耶法蘭西斯柯·法維諾、托尼·塞尔维洛、瓦莱里奥·马斯坦德雷亚和阿德里亞諾·吉安尼尼主演。该片是索利玛“罗马犯罪三部曲”的最后一部，前两部分别是《警察皆混蛋》和《致命信条》。
电影入选第80屆威尼斯影展主竞赛单元，争夺金狮奖，2023年9月2日在电影节上首映，之后于2023年12月14日在意大利院线上映，由Vision Distribution负责发行。

## 演员
- 皮耶法蘭西斯柯·法維諾 饰 卡门洛（Cammello）
- 托尼·塞尔维洛（英语：Toni Servillo） 饰 代托纳（Daytona）
- 瓦莱里奥·马斯坦德雷亚（英语：Valerio Mastandrea） 饰 波纽曼（Polniuman）
- 阿德里亞諾·吉安尼尼 饰 瓦斯科（Vasco）
- 吉安马科·弗朗基尼（Gianmarco Franchini）饰 曼努埃尔（Manuel）
- 弗朗西斯科·迪莱瓦（英语：Francesco Di Leva） 饰 布鲁诺（Bruno）

## 制作
主体拍摄于2022年9月5日在意大利罗马启动。

## 发行
电影入选第80屆威尼斯影展主竞赛单元，争夺金狮奖，2023年9月2日在电影节上首映，期间获全场起立鼓掌10多分钟。电影还受邀参加第28届釜山国际电影节，入选“世界电影”单元，2023年10月7日放映。电影于2023年12月14日在意大利院线上映。

## 反响
根据評論匯總网站爛番茄汇总的6篇评论文章，50%的评论家给予该作正面评价，平均打分为6.0分（满分10分）。在Metacritic上，4位影評人共給予了64分的分數（滿分100分），這部電影獲得了「普遍好評」。
Deadline Hollywood的达蒙·魏斯（Damon Wise）认为电影与埃里奥·贝多利的《对一个不容怀疑的公民的调查》有相似之处。
《综艺》杂志认为电影“精心编排了一个关于国家核心道德崩溃的实际后果的故事”。
Cineuropa的卡米洛·德马科（Camillo De Marco）认为电影是“一部精心制作、精心导演的类型片，在皮耶法蘭西斯柯·法維諾及托尼·塞尔维洛的表演下得到升华”。

### 奖项与提名
| 大奖         | 颁奖日期     | 奖项   | 获得者          | 结果 | 参考资料 |
| ------------ | ------------ | ------ | --------------- | ---- | -------- |
| 威尼斯电影节 | 2023年9月9日 | 金獅獎 | 斯特法諾·索利瑪 | 提名 | [ 15 ]   |